# Анджело Моратті
А́нджело Мора́тті (італ. Angelo Moratti; 5 листопада 1909, Сомма-Ломбардо, Італія — 12 серпня 1981, В'яреджо, Італія) — італійський нафтовий магнат та колишній власник футбольного клубу «Інтернаціонале» з 1955 по 1968 рік.

## Життєпис
У 1962 році, після тривалої кар'єри в нафтовому бізнесі, Моратті заснував Saras S.p.A., багатонаціональну енергетичну корпорацію, що займається нафтопереробкою, маркетингом, транспортуванням та виробництвом електроенергії.
У 1955 році він став власником та президентом футбольного клубу Серії А «Інтернаціонале». Під його керівництвом та за тренерства Еленіо Еррери «Інтер» досяг значних успіхів, отримавши прізвисько «Великий Інтер» (італ. Grande Inter) за свої національні та міжнародні досягнення. Анджело Моратті був другим за кількістю здобутих трофеїв власником в історії клубу, поступаючись лише своєму синові Массімо, який володів клубом з 1995 по 2004 рік та з 2006 по 2013 рік.

## Спадщина
Анджело Моратті вважається однією з найвизначніших постатей в історії «Інтернаціонале». Його ім'ям названо тренувальну базу клубу в Апп'яно-Джентіле.

## Родина
Був одружений з Ермінією Кремонезі. Мав шістьох дітей: Адріану (нар. 1932), Джанмарко (нар. 1936), Маріарозу (Беді) (нар. 1939), Массімо (нар. 1945), Джою та прийомного сина Наталіно.